# Wahlen 1968
◄◄ | ◄ | 1964 | 1965 | 1966 | 1967 | Wahlen 1968 | 1969 | 1970 | 1971 | 1972 | ► | ►►

Weitere Ereignisse
Die Liste der Wahlen 1968 umfasst Parlamentswahlen, Präsidentschaftswahlen, Referenden und sonstige Abstimmungen auf nationaler und subnationaler Ebene, die im Jahr 1968 weltweit abgehalten wurden.

## Termine
| Land                             | Datum                         | Link zur Wahl 1968                                       | Link zur vorigen Wahl | Bemerkungen |
| -------------------------------- | ----------------------------- | -------------------------------------------------------- | --------------------- | --- |
| Guinea                           | 1. Januar                     | Präsidentschaftswahl in Guinea                           | 1961                  | |
| Dänemark                         | 23. Januar                    | Folketingswahl                                           |                       | [ 1 ] |
| Paraguay                         | 11. Februar                   | Parlamentswahl in Paraguay                               |                       | [ 2 ] |
| Senegal                          | 25. Februar                   | Parlamentswahl im Senegal                                |                       | [ 3 ] |
| Zypern                           | 25. Februar                   | Präsidentschaftswahl in der Republik Zypern              | 1959                  | |
| El Salvador                      | 10. März                      | Parlamentswahl in El Salvador                            |                       | [ 4 ] |
| Kolumbien                        | 17.–18. März                  | Parlamentswahl in Kolumbien                              |                       | [ 5 ] |
| Libanon                          | 24. und 31. März und 7. April | Parlamentswahl im Libanon                                |                       | [ 6 ] |
| Monaco                           | 24. März                      | Parlamentswahl in Monaco                                 |                       | [ 7 ] |
| Österreich                       | 24. März                      | Landtagswahl im Burgenland                               | 1964                  | |
| Belgien                          | 31. März                      | Parlamentswahl in Belgien                                |                       | [ 8 ] |
| DDR                              | 6. April                      | Volksentscheid über die Verfassung der DDR               |                       | einziger Volksentscheid in der Geschichte der DDR, siehe Artikel Verfassung der Deutschen Demokratischen Republik |
| Singapur                         | 13. April                     | Parlamentswahl in Singapur                               |                       | [ 9 ] |
| Sudan                            | 21. April – 2. Mai            | Parlamentswahl im Sudan                                  |                       | [ 10 ] |
| BR Deutschland                   | 28. April                     | Landtagswahl in Baden-Württemberg                        | 1964                  | |
| Ägypten                          | 2. Mai                        | Referendum in der Vereinigten Arabischen Republik        |                       | |
| Dahomey                          | 5. Mai                        | Präsidentschaftswahl in Dahomey im Mai                   |                       | |
| Italien                          | 19.–20. Mai                   | Parlamentswahlen in Italien                              | 1963                  | |
| Ecuador                          | 2. Juni                       | Parlamentswahl in Ecuador                                |                       | [ 11 ] |
| Türkei                           | 2. Juni                       | Wahl zum Senat der Türkei                                | 1966                  | |
| Frankreich                       | 23. und 30. Juni              | Parlamentswahl in Frankreich                             | 1967                  | [ 12 ] |
| Kanada                           | 25. Juni                      | Kanadische Unterhauswahl                                 | 1965                  | |
| Dahomey                          | 28. Juli                      | Präsidentschaftswahl in Dahomey im Juli                  |                       | |
| Schweden                         | 15. September                 | Wahl zum Schwedischen Reichstag                          | 1964                  | |
| Äquatorialguinea                 | 22. September                 | Präsidentschafts- und Parlamentswahl in Äquatorialguinea |                       | [ 13 ] |
| BR Deutschland                   | 20. Oktober                   | Kommunalwahlen in Hessen                                 | 1964                  | |
| BR Deutschland                   | 20. Oktober                   | Kommunalwahlen im Saarland                               | 1964                  | |
| Vereinigte Staaten               | 5. November                   | Präsidentschaftswahl in den Vereinigten Staaten          | 1964                  | |
| Vereinigte Staaten               | 5. November                   | Wahl zum Senat der Vereinigten Staaten                   | 1966                  | |
| Vereinigte Staaten               | 5. November                   | Wahl zum Repräsentantenhaus der Vereinigten Staaten      | 1966                  | |
| Treuhandgebiet Pazifische Inseln | 5. November                   | Parlamentswahlen im Treuhandgebiet Pazifische Inseln     | 1966                  | |
| Italien                          | 17. November                  | Landtagswahl in Südtirol                                 | 1964                  | |
| Venezuela                        | 1. Dezember                   | Parlamentswahl in Venezuela                              |                       | [ 14 ] |
| Luxemburg                        | 15. Dezember                  | Kammerwahl                                               | 1964                  | |
| Guyana                           | 16. Dezember                  | Parlamentswahl in Guyana                                 |                       | [ 15 ] |
| Sambia                           | 19. Dezember                  | Wahl in Sambia                                           | 1964                  | |